# 성장당
성장당(러시아어: Партия Роста)은 2016년 3월 26일 창당된 러시아의 자유민주주의 중도우파 정당이다. 우익활동당에 입각한 당의 주요 정책 입장은 시장 경제, 자유민주주의, 유산층의 권리 보호이다. 비록 친크렘린 정당으로 널리 알려져 있지만, 이미 여러 차례 대통령 내각에 반대해온 정당이다.

## 성향
성장당은 자유 시장 개혁, 민영화, 유산층의 이익 보호를 지지하는 친기업적인 정당으로 평가받는다. 또 시장 직선제와 지역 지사 선거의 점진적인 복귀를 포함한 "선택 원칙의 광범위한 적용"을 지지한다. 또, 국가두마 입성 요건이 7%에서 5%로 낮추는 것을 지지하였는데 실제로 2011년 이뤄졌다. 당의 정강은 행정부에 대한 입법부의 통제 강화, 정부의 개방과 투명성, 정보의 자유 등을 요구하고 있으며, 경제적으로 경제 다변화, 현대화, 내수 생산 성장의 주요 전제조건으로 내수 발전을 강조하는 '모두를 위한 자본주의' 모델을 강조한다. 여기에 경제의 주된 부양책은 값싼 노동력이 아닌 고소득으로 가야 한다고 주장한다.
콜튼, 헤일, 맥폴의 2008년 연구에 따르면, 유권자들이 당과 관련된 주요 정책 입장은 시장 경제, 친서방주의, 자유민주주의라고 집계되었다.